# Gennadij Prigoda
Gennadij Sergeevič Prigoda (in russo Геннадий Сергеевич Пригода?; Rostov sul Don, 2 maggio 1965) è un ex nuotatore sovietico, dal 1991 russo.

## Carriera
Specializzato nello stile libero ha vinto quattro medaglie alle Olimpiadi di Seoul 1988 e di Barcellona 1992, una individuale nei 50 m sl e tre nelle staffette.

## Palmarès
- Olimpiadi
  - Seoul 1988: argento nella staffetta 4x100 m sl e bronzo nei 50 m sl (per l' Unione Sovietica).
  - Barcellona 1992: argento nella staffetta 4x100 m sl e bronzo nella staffetta 4x100 m misti (per la  Squadra Unificata).

- Mondiali
  - 1991 - Perth: bronzo nei 50 m sl e nella staffetta 4x100 m sl (per l' Unione Sovietica).

- Europei
  - 1987 - Strasburgo: oro nella staffetta 4x100 m misti, argento nei 50 m sl e bronzo nella staffetta 4x100 m sl (per l' Unione Sovietica).
  - 1991 - Atene: oro nella staffetta 4x100 m sl e argento nei 50 m sl (per l' Unione Sovietica).